# Juventud Guerrera
Juventud Guerrera, właśc. Eduardo Aníbal González Hernández (ur. 23 listopada 1974 w mieście Meksyk) – meksykański wrestler, najbardziej znany ze swojej pracy w wielu federacjach zapaśniczych na całym świecie, wliczając w to najważniejsze amerykańskie promocje (WWE, WCW, ECW & TNA) a także główne federacje z Meksyku (AAA & CMLL).

## Kariera

### Wczesna kariera
Na początku swojej kariery Juventud walczył w Asistencia Asesoria y Administracion. Toczył on bardzo długi feud z Reyem Mysterio Jr., podczas którego wymieniali się AAA Welterweight Championship w tę i z powrotem. Ta para stoczyła także kilka pojedynków tag-teamowych, w których Guerrera miał za partnera swojego ojca Fuerza Guerrerę, natomiast Rey Jr. swojego wujka i trenera Reya Misterio Sr.
Juventud walczył w wielu meksykańskich federacjach niezależnych jako zamaskowany zapaśnik, a swoje pierwsze występy w Stanach Zjednoczonych zaliczył w ECW u boku takich luchadorów jak Rey Misterio Jr., Psicosis, Konnan i La Parka. Wszyscy walczyli w tym czasie, także dla federacji Promo Azteca należącej do Konnana. Gdy Konnan opuścił ECW by przenieść się do WCW, Juvi i reszta podążyli za nim.

### World Championship Wrestling
Juventud debiutował w WCW 26 sierpnia 1996 roku pokonując Billy’ego Kidmana. Przez cały rok 1996 i 1997 Juvi występował w takiej samej masce jaką miał w Meksyku oraz ECW. Jego najbardziej pamiętnymi walkami z tych lat, były starcia z Reyem Mysterio i Psicosisem. Guerrera pokonał Ultimo Dragona i zdobył WCW World Cruiserweight Title 8 stycznia 1998 roku, jednak potem stracił go na rzecz Reya Mysterio. Następnie wyzwał Chrisa Jericho na pojedynek o Cruiserweight title ze stypulacją Mask vs Title. Juvi przegrał ten pojedynek, przez co był zmuszony do porzucenia maski. Po zdemaskowaniu Guerrery, Jericho często drwił z jego paskudnego wyglądu nazywając go 'Quasi-tud', co było nawiązaniem do „Quasimodo”. Później tego roku, Juvi pokonał Jericho na Road Wild '98 i zdobył swój drugi Cruiserweight Championship. Obronił pas na Fall Brawl '98, gdzie jego rywalem był Silver King, zanim stracił go na rzecz Billy’ego Kidmana następnego wieczoru na gali Nitro.
Podczas Spring Stampede '99, Juvi stoczył pojedynek z Blitzkriegiem, który później przez wielu został uznany najlepszą walką tego roku. Później Juvi pełnił rolę komentatora na WCW Thunder po tym, jak doznał kontuzji. Juvi często imitował The Rocka nazywając siebie 'The Juice' i używając jego catch phrases, co strasznie irytowało publiczność. Dołączył do Reya Mysterio, Konnana, Kidmana i reszty grupy Filthy Animals. Jako członek tej stajni Juvi wraz z Reyem Mysterio zostali WCW World Tag Team Champions. Juvi został zwolniony z WCW pod koniec 2000 roku po „incydencie” w Australii, gdzie Juvi przyniósł wstyd WCW. Mówiło się, że Juventud był pod wpływem narkotyków i biegał nago wokół hotelu strasząc mieszkających w nim ludzi.

### Scena niezależna
Guerrera zaczął występować dla wielu niezależnych federacji takich jak: Xtreme Pro Wrestling, CMLL, WWA, AAA, oraz FWA. Juventud często walczył w zespole z Reyem Mysterio, do czasu gdy Rey podpisał kontrakt z WWE. Niebawem Guerrera rozpoczął pracę w TNA.

### Total Nonstop Action
W TNA Juvi dołączył do innych wrestlerów wywodzących się z AAA takich jak: Mr. Águila, Héctor Garza, Abismo Negro, Heavy metal, wraz z którymi utworzył grupę znaną jako 'Team AAA', lub później 'Team Mexico'. Grupa brała udział w TNA World X Cup. Guerrera wziął także udział w TNA 2003 Super X Cup, gdzie dotarł aż do finału, przegrywając w nim z Chrisem Sabinem.
Gdy relacje TNA i AAA zakończyły się, Team Mexico przestało istnieć a Juvi opuścił TNA by kontynuować karierę w federacjach Lucha Libre.

### World Wrestling Entertainment
Juventud Guerrera podpisał kontrakt z WWE wiosną 2005 roku. W telewizji zadebiutował 18 czerwca jako Juventud ('Guerrera' zostało porzucone, prawdopodobnie by uniknąć mylenia z Chavo Guerrero i Eddie Guerrero) pokonując Funakiego na gali Velocity (siostrzane show SmackDown!). 23 czerwca on, Super Crazy i Psicosis (razem nazywani The Mexicools) przerwali walkę pomiędzy Chavo Guerrero i Paulem Londonem, wjeżdżając pod ring kosiarką do trawy i atakując obu wrestlerów.
Przez następne tygodnie The Mexicools przerywali wiele pojedynków atakując losowych wrestlerów i serwując widzom swoje proma. Juventud szybko został liderem grupy i wrócił do swojego dawnego gimmicku 'The Juice'.
24 lipca 2005 podczas PPV Great American Bash, The Mexicools pokonali Blue World Order, (grupę której liderem był Stevie Richards) w six-man tag team match.
Po kolejnych tygodniach przerwanych walk i niespodziewanych ataków, Juventud i jego grupa zostali odesłani na show Velocity. Grupa feudowała z WWE Cruiserweight Championem Nunzio i jego partnerem Vito. Członkowie The Mexicools zaliczyli wtedy wiele zwycięstw nad ówczesnym Cruiserweight Championem.
4 października 2005 podczas tapingu SmackDown dla show Velocity, Juventud (wraz z Super Crazym i Psicosisem) podejmowali Briana Kendricka, Paula Londona, Scotty’ego 2 Hotty i Funakiego w Over-the-top Battle royal ze stypulacją mówiącą, że zwycięzca otrzyma walkę o Cruiserweight Championship na No Mercy. Po wyeliminowaniu Paula Londona, Juventud wygrał walkę i zdobył titleshot. 9 października, podczas No Mercy, Juventud pokonał Nunzio po Juvi Driver i zdobył WWE Cruiserweight Championship.
Juventud stracił tytuł na rzecz Nunzio podczas gali we Włoszech. Jednak 25 listopada odzyskał pas podczas gali SmackDown! odbywającej się w Anglii. Guerrera stracił tytuł 18 grudnia podczas Armageddon, gdzie został pokonany przez Kid Kasha.
6 stycznia 2006 WWE ogłosiło, że Juventud został zwolniony z federacji. Jego ostatnią walką był rewanż z Kid Kashem, który jednak Juvi przegrał. Podczas tej walki Juventud używał wielu high flying moves (mimo iż WWE instruowało swoich cruiserweightów, by używali mniej akcji wysokiego ryzyka), a także 450 splash (którego WWE stanowczo zabroniła, po wcześniejszej walce Juviego, podczas której Meksykanin zepsuł cios, co spowodowało złamanie kilku kości twarzy Paula Londona).

### Asistencia Asesoría y Administración
Juventud Guerrera wrócił do Meksyku by walczyć w AAA. Pierwszy raz wystąpił 30 kwietnia. Utworzył wtedy nową stajnię, którą nazwał „Mexican Power”, do której oprócz niego należą Joe Lider, Crazy Boy (który jest kuzynem Super Crazy'ego). W stajni byli także Psicosis II, który zastąpił prawdziwego Psicosisa, i Extreme Tiger, krewny Reya Mysterio.
Podczas show TNA vs. AAA w Meksyku, Juventud był jednym z meksykańskich wrestlerów, którzy pomogli L.A.X. i zaatakowali AJ Stylesa. Materiał ten został później zamieszczony w edycji TNA iMPACT! (5 października 2006)

## Wrestling
- Ulubione akcje
  - Juvi Driver (Sitout scoop slam piledriver)
  - Juvi Lock (Argentine leglock)
  - 450° splash
  - Double underhook piledriver
  - Air Juvi (Suicide dive poza ring, czasami wybijając się z pleców innego wrestlera)
  - Juicy Elbow (Elbow drop w klatkę piersiową, imitacja akcji wykonywanej przez The Rocka)
  - Sitout crucifix powerbomb
  - Bridging Dragon suplex
  - Pumphandle sitout facebuster
  - Wheelbarrow facebuster
  - Springboard missile dropkick
  - Swinging DDT
  - Frog splash
  - Moonsault
- Menedżerowie
  - Rob Black
  - Lady Victoria
  - Psicosis

## Mistrzostwa i osiągnięcia
- Big Time Wrestling
  - BTW United States Light Heavyweight Championship (1 raz)
- Comisión de Box y Lucha Libre Mexico D.F.
  - Mexican National Atómicos Championship (1 raz) – wraz z Crazy Boy, Joe Lider & Psicosis II
  - Mexican National Tag Team Championship (3 razy) – wraz z Fuerza Guerrera
- International Wrestling All-Stars
  - IWAS Tag Team Championship (1 raz)
- International Wrestling Association
  - IWA World Junior Heavyweight Championship (1 raz)
- New Japan Pro Wrestling
  - IWGP Junior Heavyweight Championship (1 raz)
- Nu-Wrestling Evolution
  - NWE Cruiserweight Championship (1 raz, aktualny]; Pierwszy posiadacz w historii)[1]
- Total Nonstop Action Wrestling
  - Zwycięzca TNA 2004 World X Cup – wraz z Mr. Águila, Abismo Negro, Hector Garza, Heavy metal jako Team Mexico
- Universal Wrestling Association
  - UWA World Tag Team Championship (1 raz)
- World Championship Wrestling
  - WCW Cruiserweight Championship (3 razy)
  - WCW World Tag Team Championship (1 raz) – wraz z Rey Misterio Jr.
- World Wrestling All-Stars
  - WWA International Cruiserweight Championship (2 razy)
- World Wrestling Association
  - WWA World Lightweight Championship (2 razy)
  - WWA World Welterweight Championship (1 raz)
  - WWA World Tag Team Championship (2 razy) – wraz z Fuerza Guerrera
  - WWA World Trios Championship (1 raz) – wraz z Fuerza Guerrera i Psicosis)
- World Wrestling Council
  - WWC World Junior Heavyweight Championship (1 raz)
- World Wrestling Entertainment
  - WWE Cruiserweight Championship (2 razy)
- Xtreme Wrestling Federation
  - XWF World Cruiserweight Championship (1 raz)[2]
- Xtreme Latin American Wrestling
  - XLAW Extreme Junior Championship (1 raz)
- Pro Wrestling Illustrated
  - Zajął # 126 miejsce na liście 500 najlepszych wrestlerów 2005 roku[3].
- Wrestling Observer Newsletter
  - Best Flying Wrestler (1998, 1999)